# Двадцать франков «Дебюсси»
Двадцать франков «Дебюсси» — французская банкнота, эскиз которой разработан 9 августа 1980 года, выпускавшаяся Банком Франции с 6 октября 1981 года до введения евро в 2002 году.

## История
Это последняя французская банкнота номиналом 20 франков. Как и другие банкноты (50 франков Сент-Экзюпери, 100 франков Сезанн, 200 франков Гюстав Эйфель и 500 франков Пьер и Мари Кюри), она была заменена на евро, перестав быть законным платёжным средством с 18 февраля 2002 года.
«Двадцать франков Дебюсси» появилась очень поздно, по сравнению с заменой других банкнот. «20 франков Рыбак» была в обращении с 1942 по 1950 год, её сменила жёлтая монета номиналом 20 франков, которая в 1960 году была заменена на монету 20 сантимов.

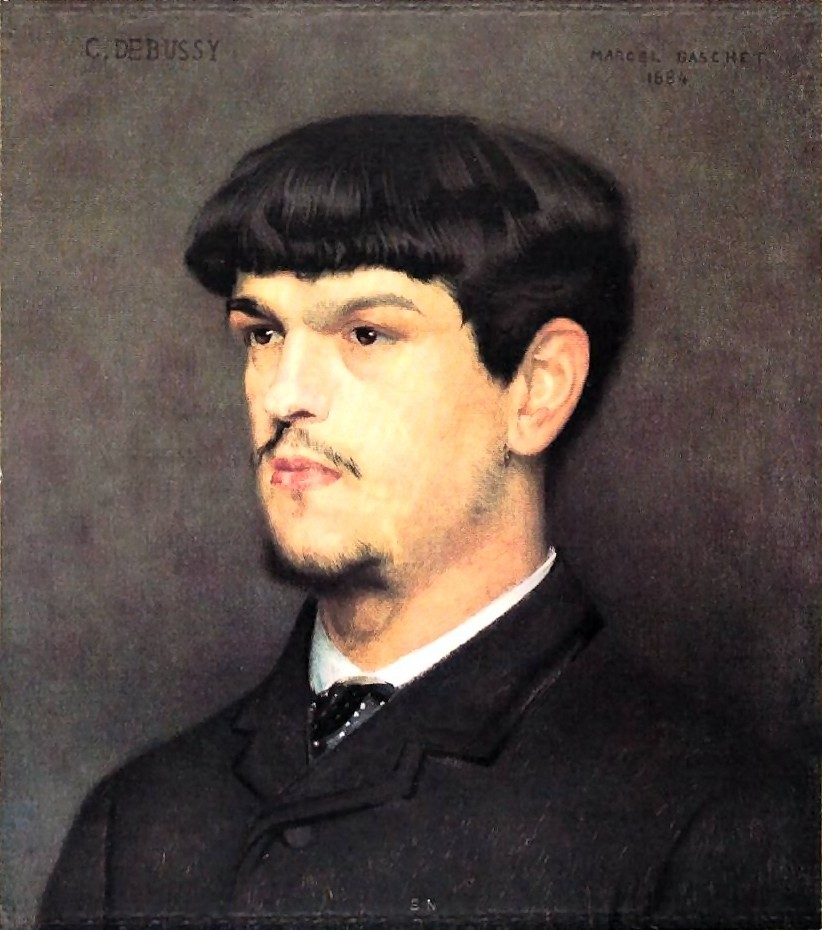
Портрет Клода Дебюсси, написанный французским художником Марселем Баше

## Описание
Авторами банкноты стали художник Бернар Тюрель и гравёр Жак Жубер.
Аверс: Портрет Клода Дебюсси, написанный в 1884 году французским художником Марселем Баше (Marcel Baschet); за ним изображено море, символ одноимённого произведения Дебюсси.

Реверс: тот же портрет Дебюсси, на заднем плане парк. Парк является символом сцены «Фонтан в парке» из оперы «Пеллеас и Мелизанда». Опера впервые поставлена в апреле 1902 года.
Водяной знак изображает лицо Дебюсси. В 1990 году использован новый элемент защиты французских банкнот: защитная нить, вшитая в лист бумаги. Размеры банкноты составляют 140 мм х 75 мм. На последних тиражах банкноты также печатался эквивалентный номинал, по которому банкнота могла быть конвертирована в евро (3,05 €).